# Хемпшир (Илиноис)
Хемпшир (енгл. Hampshire) град је у америчкој савезној држави Илиноис.

## Демографија
По попису из 2010. године број становника је 5.563, што је 2.663 (91,8%) становника више него 2000. године.
| Група             | 2000.         | 2010.         |
| Белци             | 2.802 (96,6%) | 4.787 (86,1%) |
| Афроамериканци    | 3 (0,1%)      | 76 (1,4%)     |
| Азијати           | 4 (0,1%)      | 101 (1,8%)    |
| Хиспаноамериканци | 70 (2,4%)     | 549 (9,9%)    |
| Укупно            | 2.900         | 5.563         |